# میکروسکوپ نیروی الکترواستاتیک
میکروسکوپ نیروی الکترواستاتیک یک گونه‌ای از میکروسکوپ نیروی اتمی غیر تماسی دینامیک است که نیروی الکترواستاتیک توسط آن پروب می‌شود. واژه "دینامیک" در اینجا به معنای در حال نوسان بودن کانتیلیور است که با نمونه تماس پیدا نمی‌کند. این نیرو ناشی از جاذبه یا دافعه میان بارهای الکتریکی است. نیروی الکترواستاتیک دوربرد بوده و در فاصله ۱۰۰ نانومتری از سطح نمونه قابل تشخیص است.